# Edeka-Gebäude

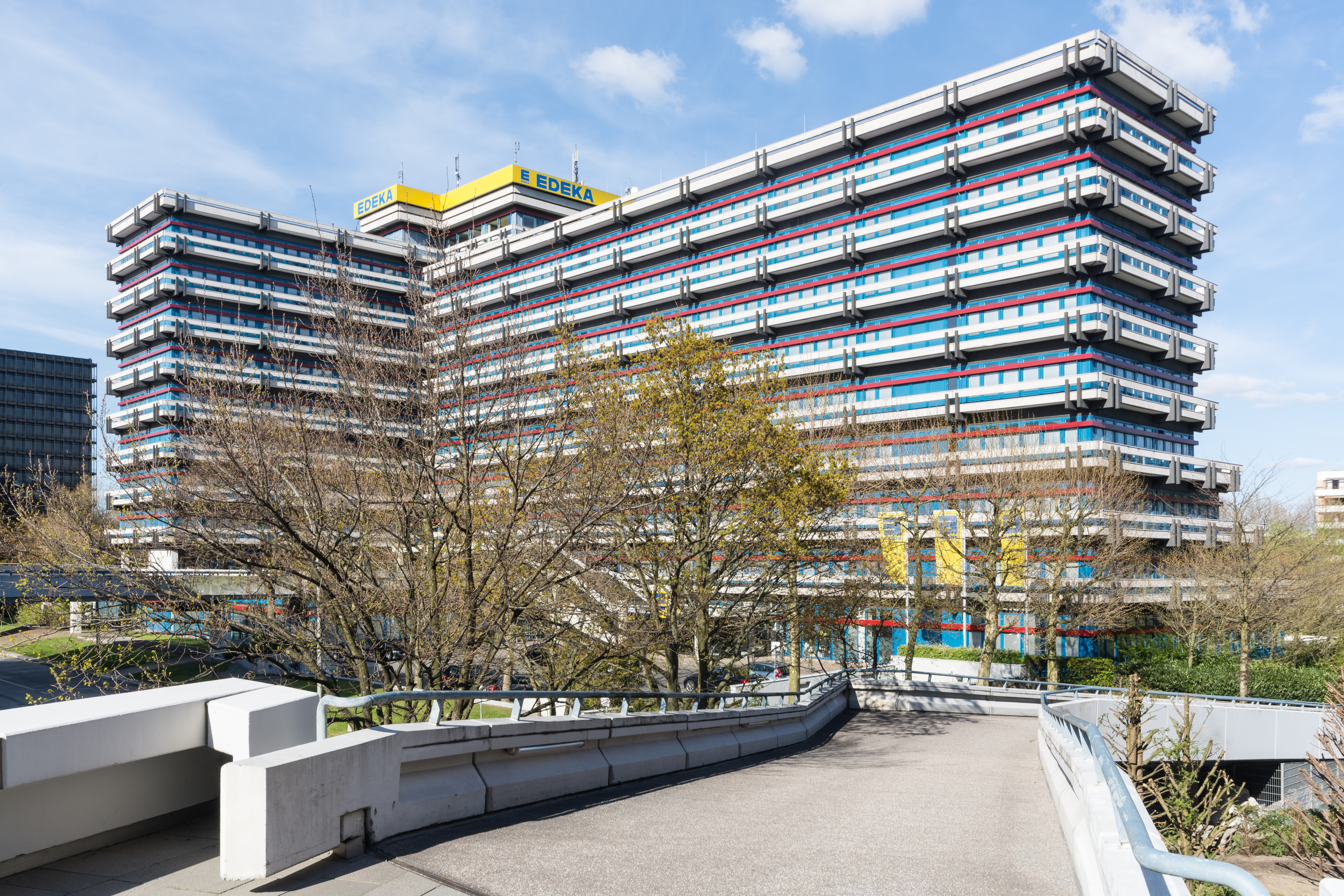
Ansicht von Südwesten im Jahr 2017

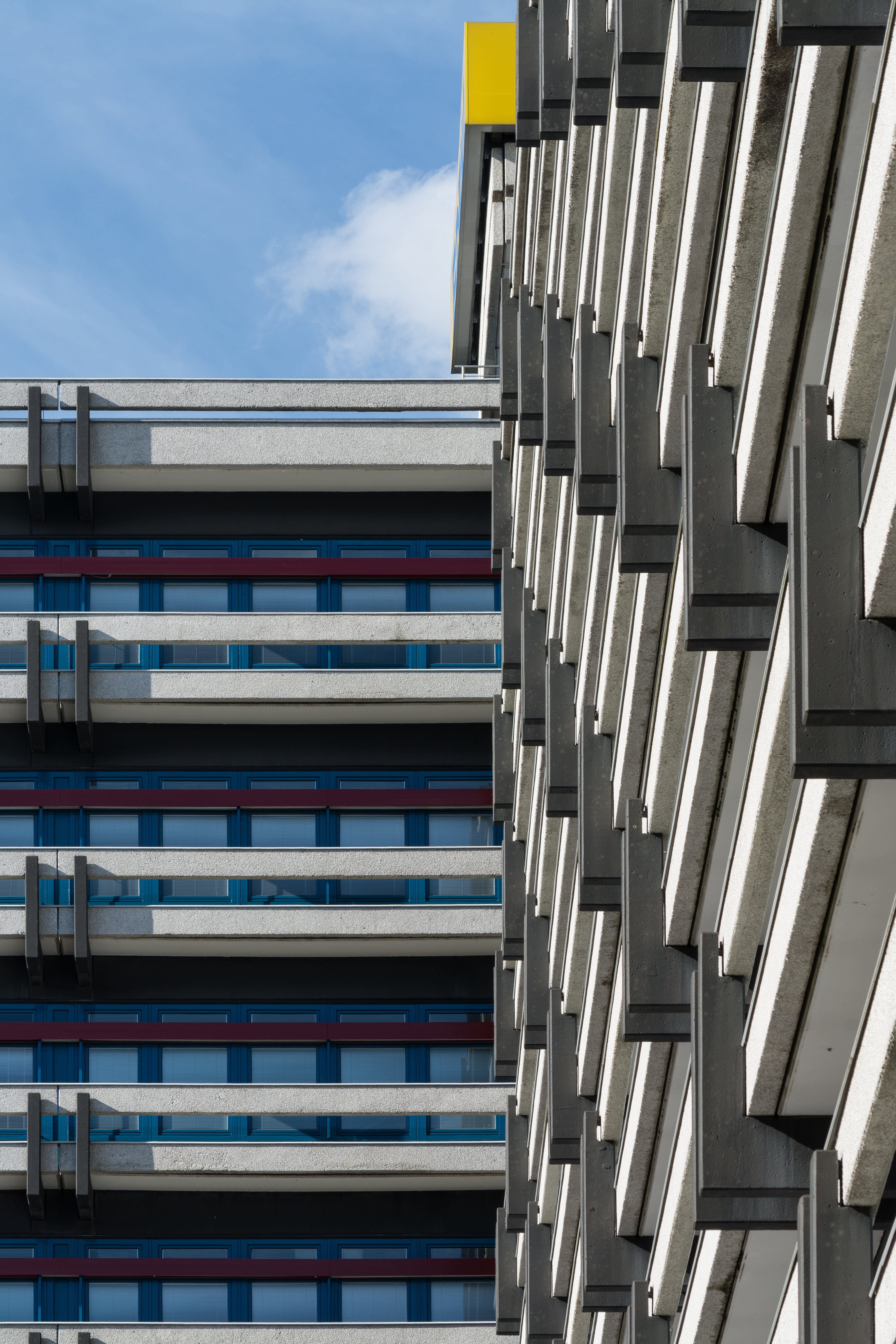
Fassadengestaltung

Das Bürohaus New-York-Ring 6 oder Edeka-Gebäude ist ein 1974 fertig gestellter Gebäudekomplex in der Hamburger Bürostadt City Nord, das Sitz der Zentrale der Edeka ist. Das Gebäude steht unter Denkmalschutz.

## Bau und Architektur
Im Jahr 1970 entschied sich Edeka, die auf mehr als 20 Standorte im Hamburger Stadtgebiet verteilte Zentralverwaltung in einem neuen Gebäude in der City Nord zu konzentrieren. Der Architektenwettbewerb enthielt zwei für die Planungszeit ungewöhnliche Vorgaben, die beide auf Umfragen unter den Mitarbeitern beruhten: das Gebäude sollte keine Vollklimatisierung haben und die Büroräume sollten maximal acht Arbeitsplätze haben und flexible Raumaufteilungen bieten. Der Entwurf der Architekten Siegfried Wolske und Peter Erler erreichte zwar nur den zweiten Platz, erhielt aber trotzdem den Auftrag. Ausschlaggebend für diese Entscheidung waren vor allem die flexiblen Nutzungsmöglichkeiten.
Der Gebäudeentwurf ist recht simpel aber dabei sehr funktional. Zwei L-förmige Gebäude sind in ihrer Mitte durch einen Kern verbunden, der Aufzüge, Treppen und Rolltreppen enthält. Das herausragende Gestaltungselement des Gebäudes ist die Fassade mit ihren umlaufenden Fluchtbalkonen aus hellem Sichtbeton. Der Entwurf orientierte sich an Fassadengestaltungen des japanischen Architekten Kenzo Tange. In dieser Form werden die Fluchtbalkone von ursprünglich rein funktionalen Teilen eines Bauwerkes zu seiner plastischen Strukturierung. Die Fassade zeigt heute noch den Originalzustand und die originale Farbigkeit.
Baubeginn war am 24. April 1972, Grundsteinlegung am 26. September des gleichen Jahres und Richtfest am 2. November 1973. Im Laufe des Jahres 1974 nahmen nach und nach alle Abteilungen der Zentralverwaltung ihre Arbeit im neuen Gebäude auf. Für die Beschäftigten bot das auf 1000 Arbeitsplätze ausgelegte Gebäude eine Reihe von Serviceleistungen. Neben einer eher „klassischen“ Kantine gehörten dazu eine Einkaufsmöglichkeit für Lebensmittel, eine Filiale der hauseigenen Edekabank, eine Sporthalle, ein Fitnessraum und eine Sauna.
Die ursprüngliche Innenausstattung sah für jede Etage eine definierte Farbe für alle Hinweistafeln vor, zu denen die dunkel gehaltenen Decken im Kontrast stehen sollten.

## Nutzung
Seit der Errichtung ist Edeka der alleinige oder überwiegende Nutzer des Gebäudes.
Bereits kurz nach dem Einzug begannen in der Edeka-Hauptverwaltung Bestrebungen zur Dezentralisierung. Parallel wurden immer mehr Arbeiten durch elektronische Datenverarbeitung oder externe Firmen erledigt. Dadurch sank die Mitarbeiterzahl der Edeka im Haus auf einen Tiefstand von 650 am Ende der 1980er-Jahre. Während dieser Zeit waren Teile des Gebäudes an andere in der City Nord ansässige Firmen vermietet und große Teile der Flächen in den Untergeschossen wurden zu Ausstellungs- und Konferenzräumen umgebaut. Ab Mitte der 1990er-Jahre zentralisierte Edeka die Mitarbeiter wieder in der City Nord.

## Sanierung und Modernisierung
Ab 1997 wurde das Gebäude in mehreren Schritten grundlegend modernisiert. Die äußere Fassade blieb dabei nahezu unverändert, jedoch wurde der gesamte Innenraum umgestaltet und modernen Erfordernissen angepasst. Dabei erhielten alle Räume eine wesentlich hellere und dezentere Farbgebung, die Trennung zwischen Fluren und Büros wurde durch Glaswände und -türen aufgebrochen und einige Funktionen wie Besprechungsbereiche, Aktenlagerung sowie Drucker und Faxgeräte in die ehemaligen Flure verlagert. Insgesamt gelang so eine deutlich effizientere Nutzung der Grundfläche des Gebäudes, die heute 1150 Arbeitsplätze ermöglicht.
Ab 2003 begann die Überarbeitung der kompletten Gebäudetechnik, inklusive aller Tagungsräume, des Rechenzentrums, der Energieversorgung, der Küche und der Kantine. Als letzte Maßnahme wurden die bewährten Rolltreppen im Versorgungskern erneuert.

## Fotografien und Karte
Koordinaten: 53° 36′ 10,3″ N, 10° 1′ 13,4″ O

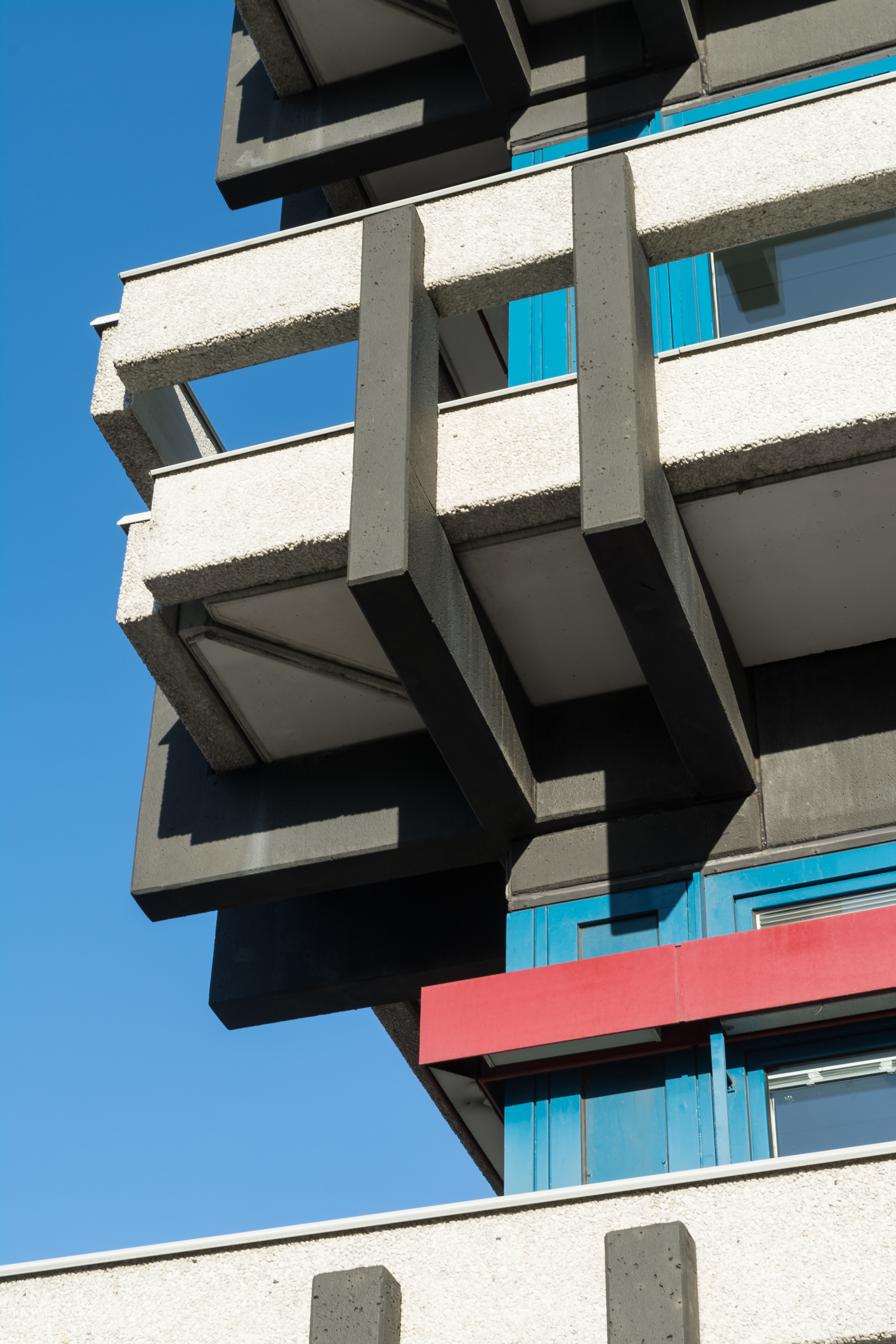
Details und Farbschema der Fassade
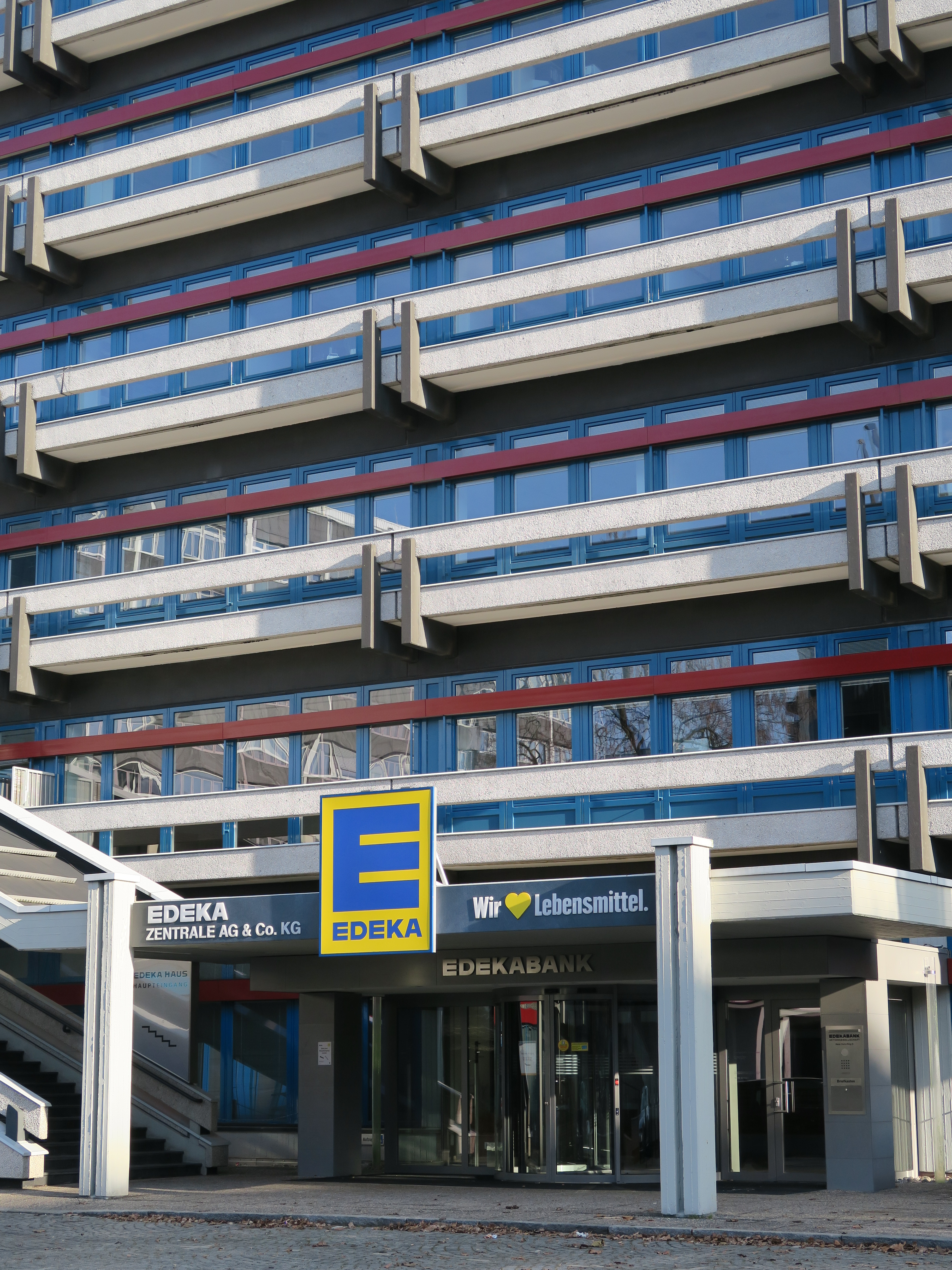
Eingangsbereich
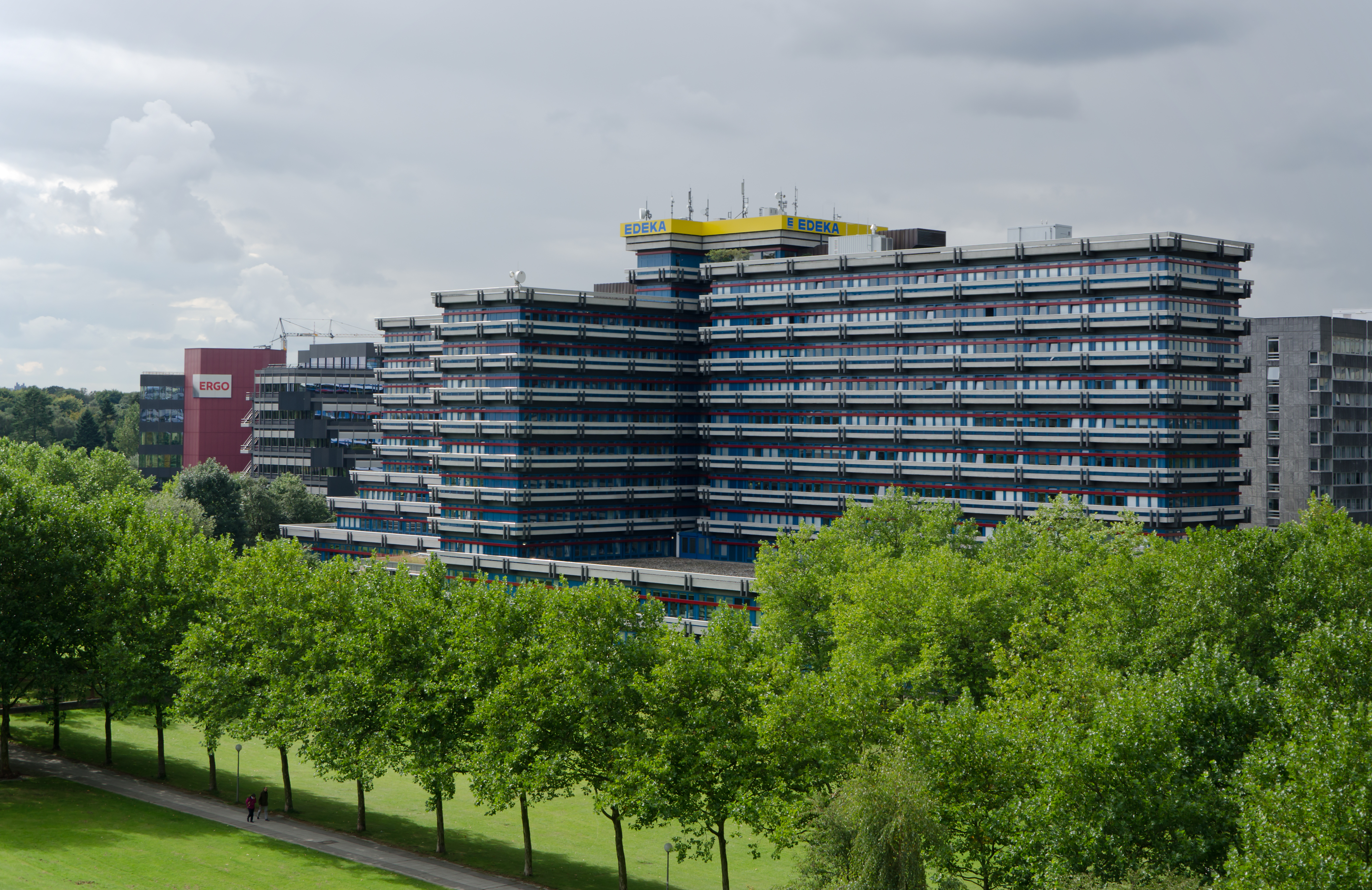
Blick von der Parkseite
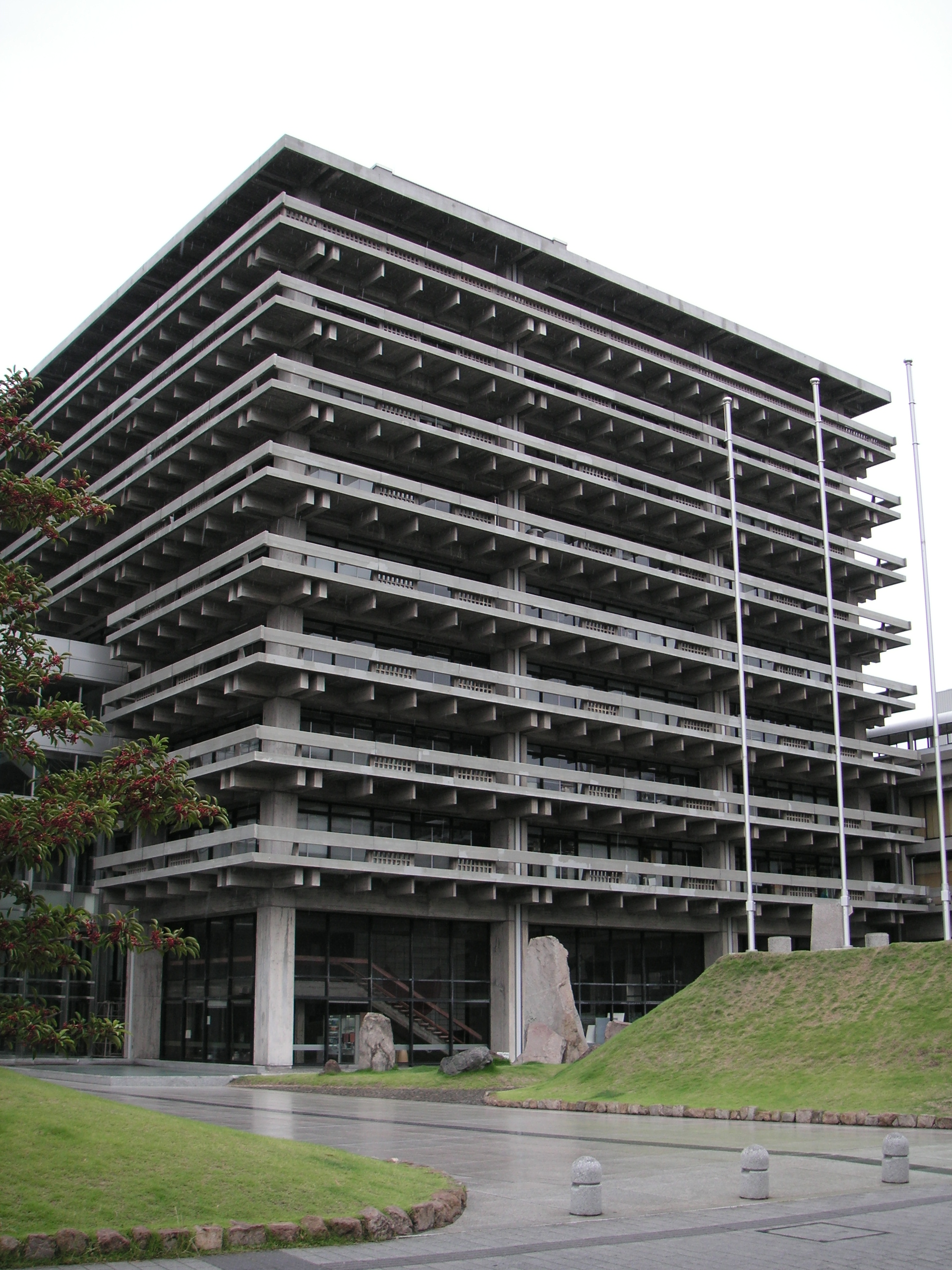
Vorbild war das Verwaltungsgebäude der Präfektur Kagawa